# Zasada winy
Zasada winy – jedna z fundamentalnych zasad współczesnego prawa karnego, zgodnie z którą nie popełnia przestępstwa (ani też wykroczenia) sprawca, któremu nie można przypisać winy w czasie czynu.
Zasada ta opiera się na założeniu, że reakcja prawnokarna tylko wtedy jest celowa i racjonalna, gdy czyn zabroniony jest rezultatem świadomie powziętej i zrealizowanej woli sprawcy – negatywnie ocenianego nastawienia psychicznego w formie zamiaru popełnienia czynu albo niezachowania wymaganej w danych warunkach ostrożności.
Historycznym przeciwieństwem zasady winy była tzw. zasada odpowiedzialności za skutek, zastosowana m.in. w Kodeksie Hammurabiego. 
W systemie prawa polskiego zasada winy jest wyrażona wprost w art. 1 § 3 k.k. i art. 1 § 2 k.w.